# أركدلفيا
أركدلفيا (بالإنجليزية: Arkadelphia, Arkansas)‏ هي مدينة تقع في مقاطعة كلارك، أركنسو بولاية أركنساس في الولايات المتحدة. تبلغ مساحة هذه المدينة 19.1 (كم²)، وترتفع عن سطح البحر 75 م، بلغ عدد سكانها 10714 نسمة في عام 2010 حسب إحصاء مكتب تعداد الولايات المتحدة.

## التركيبة السكانية
حدّد مكتب تعداد الولايات المتحدة بيانات التركيبة السكانية لأركدلفيا في تعداد الولايات المتحدة. في ما يلي، التركيبة السكانية حسب تعدادي 2000 و2010.

### تعداد عام 2000
بلغ عدد سكان أركدلفيا 10,912 نسمة بحسب تعداد عام 2000، وبلغ عدد الأسر 3,865 أسرة وعدد العائلات 2,186 عائلة مقيمة في المدينة. في حين سجلت الكثافة السكانية 568.9 نسمة لكل كيلومتر مربع (1,473.4/ميل2). وبلغ عدد الوحدات السكنية 4,216 وحدة بمتوسط كثافة قدره 219.8 لكل كيلومتر مربع (569.3/ميل2).
وتوزع التركيب العرقي للمدينة بنسبة 68.98% من البيض و26.51% من الأمريكيين الأفارقة و0.53% من الأمريكيين الأصليين و1.29% من الأمريكيين ذوي الأصول الآسيوية و0.05% من سكان جزر المحيط الهادئ و1.35% من الأعراق الأخرى و1.28% من عرقين مختلطين أو أكثر و2.59% من الهسبانيون أو اللاتينيون من أي عرق.
بلغ عدد الأسر 3,865 أسرة كانت نسبة 29.4% منها لديها أطفال تحت سن الثامنة عشر تعيش معهم، وبلغت نسبة الأزواج القاطنين مع بعضهم البعض 38.6% من أصل المجموع الكلي للأسر، ونسبة 15.3% من الأسر كان لديها معيلات من الإناث دون وجود شريك،  بينما كانت نسبة 2.7% من الأسر لديها معيلون من الذكور دون وجود شريكة وكانت نسبة 43.4% من غير العائلات. تألفت نسبة 31.7% من أصل جميع الأسر من عدة أفراد يعيشون في نفس المنزل ونسبة 13.7% كانت تتألف من شخص يعيش بمفرده يبلغ من العمر 65 عاماً أو أكثر. وبلغ متوسط حجم الأسرة المعيشية 2.26، أما متوسط حجم العائلات فبلغ 2.87.
بلغ العمر الوسطي للسكان 24.4 عاماً. وكانت نسبة 18% من القاطنين تحت سن الثامنة عشر، وكانت نسبة 15.9% بين الثامنة عشر والرابعة والعشرين عاماً، ونسبة 19.7% كانت واقعةً في الفئة العمرية ما بين الخامسة والعشرين والرابعة والأربعين عاماً، ونسبة 14.2% كانت ما بين الخامسة والأربعين والرابعة والستين، ونسبة 12.2% كانت ضمن فئة الخامسة والستين عاماً فما فوق. يوجد لكل 100 أنثى 85.7 ذكر، ويوجد لكل 100 أنثى في الثامنة عشر من عمرها فما فوق 81.5 ذكر.
بلغ متوسط دخل الأسرة في المدينة 25,671 دولارًا، أما متوسط دخل العائلة فبلغ 40,479 دولارًا. وكان متوسط دخل الذكور 30,152 دولارًا مقابل 19,459 دولارًا للإناث. وسجل دخل الفرد الخاص بالمدينة 13,268 دولارًا. وكانت نسبة 17.8% من العائلات ونسبة 24.9% من السكان تحت خط الفقر، وكان من هؤلاء نسبة 25.8% تحت سن الثامنة عشر ونسبة 15.9% في الخامسة والستين من العمر وما فوق.

### تعداد عام 2010
بلغ عدد سكان أركدلفيا 10,714 نسمة بحسب تعداد عام 2010، وبلغ عدد الأسر 3,735 أسرة وعدد العائلات 2,046 عائلة مقيمة في المدينة. في حين سجلت الكثافة السكانية 558.6 نسمة لكل كيلومتر مربع (1,446.8/ميل2). وبلغ عدد الوحدات السكنية 4,158 وحدة بمتوسط كثافة قدره 216.8 لكل كيلومتر مربع (561.5/ميل2).
وتوزع التركيب العرقي للمدينة بنسبة 65.52% من البيض و30.28% من الأمريكيين الأفارقة و0.49% من الأمريكيين الأصليين و0.79% من الأمريكيين ذوي الأصول الآسيوية و0.03% من سكان جزر المحيط الهادئ و1.26% من الأعراق الأخرى و1.63% من عرقين مختلطين أو أكثر و3.24% من الهسبانيون أو اللاتينيون من أي عرق.
بلغ عدد الأسر 3,735 أسرة كانت نسبة 26.4% منها لديها أطفال تحت سن الثامنة عشر تعيش معهم، وبلغت نسبة الأزواج القاطنين مع بعضهم البعض 34.6% من أصل المجموع الكلي للأسر، ونسبة 16.6% من الأسر كان لديها معيلات من الإناث دون وجود شريك،  بينما كانت نسبة 3.5% من الأسر لديها معيلون من الذكور دون وجود شريكة وكانت نسبة 45.2% من غير العائلات. تألفت نسبة 33.8% من أصل جميع الأسر من عدة أفراد يعيشون في نفس المنزل ونسبة 11.2% كانت تتألف من شخص يعيش بمفرده يبلغ من العمر 65 عاماً أو أكثر. وبلغ متوسط حجم الأسرة المعيشية 2.21، أما متوسط حجم العائلات فبلغ 2.86.
بلغ العمر الوسطي للسكان 23.6 عاماً. وكانت نسبة 16.3% من القاطنين تحت سن الثامنة عشر، وكانت نسبة 36.7% بين الثامنة عشر والرابعة والعشرين عاماً، ونسبة 17.4% كانت واقعةً في الفئة العمرية ما بين الخامسة والعشرين والرابعة والأربعين عاماً، ونسبة 17.1% كانت ما بين الخامسة والأربعين والرابعة والستين، ونسبة 12.5% كانت ضمن فئة الخامسة والستين عاماً فما فوق. وتوزع التركيب الجنسي للسكان بنسبة 46.3% ذكور و53.7% إناث.

## أعلام
- بوب ك. رايلي
- دون رينولدز
- وليام جودسون هولواي
- وينستون بي ويلسون
- روبرت مورير
- كيفن وليامز

## وصلات خارجية
- The US50 - Cities and Towns in Arkansas State
- 2012 United States Census Estimate